# موتور حسن جعفر زهي
موتور حسن جعفر زهي (بالإنجليزية: Mowtowr-e Hasan Jafarzehi)‏ هي منطقة سكنية تقع في سيستان وبلوتشستان في إيران. يقدر عدد سكانها بـ 12 نسمة .